# Ньютон (Нью-Гемпшир)
Ньютон (англ. Newton) — місто (англ. town) в США, в окрузі Рокінґгем штату Нью-Гемпшир. Населення — 4820 осіб (2020).

## Демографія
Згідно з переписом 2010 року, у місті мешкали 4603 особи в 1667 домогосподарствах у складі 1257 родин. Було 1751 помешкання
Расовий склад населення:
| - 97,8 % — білих - 0,4 % — азіатів - 0,3 % — чорних або афроамериканців - 0,2 % — корінних американців |

До двох чи більше рас належало 0,9 %. Частка іспаномовних становила 1,5 % від усіх жителів.
За віковим діапазоном населення розподілялося таким чином: 24,8 % — особи молодші 18 років, 66,0 % — особи у віці 18—64 років, 9,2 % — особи у віці 65 років та старші. Медіана віку мешканця становила 40,4 року. На 100 осіб жіночої статі у місті припадало 96,8 чоловіків;  на 100 жінок у віці від 18 років та старших — 98,9 чоловіків також старших 18 років.
Середній дохід на одне домашнє господарство  становив 108 428 доларів США (медіана — 105 288), а середній дохід на одну сім'ю — 118 874 долари (медіана — 117 579). Медіана доходів становила 64 458 доларів для чоловіків та 52 569 доларів для жінок. За межею бідності перебувало 3,9 % осіб, у тому числі 0,0 % дітей у віці до 18 років та 5,6 % осіб у віці 65 років та старших.
Цивільне працевлаштоване населення становило 2904 особи. Основні галузі зайнятості: освіта, охорона здоров'я та соціальна допомога — 24,2 %, виробництво — 17,7 %, роздрібна торгівля — 13,4 %, науковці, спеціалісти, менеджери — 10,3 %.